# Sylwia Grzeszczak

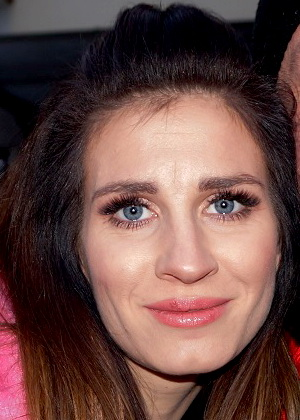
Sylwia Grzeszczak (2018)

Sylwia Karolina Grzeszczak [ˈsɨlvʲia ˈgʒɛʃʈ͡ʃak] (* 7. April 1989 in Posen) ist eine polnische Popsängerin, die durch die Zusammenarbeit mit dem polnischen Rapper Liber bekannt wurde.

## Leben
Als Kind nahm sie in der Sendung Od przedszkola do Opola teil. Sie besuchte die Musikschule in Posen in der II. Stufe. Sie spielt Klavier und Geige. Sie absolvierte die Musikschule in Posen in der II. Stufe in der Klavierklasse.
Sie nahm in der 4. Staffel bei der polnischen Version von Pop Idol teil. 2004 gewann sie beim polnischen Gesangswettbewerb Drzwi do kariery. 2006 sang sie auf dem sechsten Studioalbum der Hip-Hopgruppe Ascetoholix Background. 2007 sang sie Background auf dem ersten Studioalbum der polnischen Schauspielerin und Sängerin Agnieszka Włodarczyk. Sie nahm an der Tournee Gwiazdy na Warmii i Mazurach von Liber teil.
2008 veröffentlichte sie mit dem Rapper Liber ihr Debütalbum Ona i On. Dieses erreichte Platz 27 in den polnischen Albumcharts.
2011 nahm sie mit 11 anderen Musikern das Lied Muzyki moc auf, zum 10. Geburtstag des polnischen Musiksenders VIVA Polska, das 2011 den VIVA Comet 2011 in der Kategorie Najlepsze Na Viva-Tv.Pl gewann.
Am 11. Oktober 2011 erschien Grzeszczaks zweites Studioalbum Sen o przyszłości. Bereits vor der Veröffentlichung des Albums erhielt das Album in Polen die Goldene-Schallplatte. In derselben Woche der Veröffentlichung erreichte das Album Platz 29 der polnischen Albumcharts. In der nächsten Woche erreichte das Album die Höchstposition. Im Februar 2012 erhielt das Album 2× die Platin-Schallplatte zertifiziert. Die erste Singleauskopplung Małe rzeczy erschien am 17. Juni 2011. Das Lied erreichte in den polnischen Singlecharts Platz 1, wo es sich 8 Wochen lang ohne Unterbrechung hielt. 2012 gewann das Lied den polnischen VIVA Comet in der Kategorie Hit des Jahres. Im September 2011 erschien die zweite Singleauskopplung Sen o przyszłości. Der Song erreichte in den polnischen Airplaycharts Platz 1. Die dritte Single Karuzela erschien im Februar 2012 und erreichte in Polen die Position 2.
Am 11. Juni 2013 erschien Grzeszczaks drittes Studioalbum Komponując siebie (dt. „Sich selbst komponieren“). Dieses erreichte in der Veröffentlichungswoche Platz 47 der polnischen Albumcharts. In der kommenden Woche platzierte sich das Album auf Platz 7. In den kommenden Wochen erreichte Komponując siebie Position 5. Die erste Singleauskopplung „Flirt“ hatte am 8. März 2013 bei mehreren polnischen Radiosendern Premiere. In den polnischen Singlecharts stieg das Lied bis auf Position 3 auf. Die zweite Singleauskopplung „Pożyczony“ erschien am 5. Juni 2013. Diese erreichte im August 2013 für drei Wochen infolge Platz 1 der polnischen Singlecharts.

## Diskografie

### Alben
| Jahr | Titel             | Höchstplatzierung, Gesamtwochen, AuszeichnungChartsChartplatzierungen (Jahr, Titel, Platzierungen, Wochen, Auszeichnungen, Anmerkungen) | Anmerkungen                                                |
| Jahr | Titel             | PL | Anmerkungen                                                |
| ---- | ----------------- | --- | ---------------------------------------------------------- |
| 2008 | Ona i On          | PL27 (5 Wo.)PL | Erstveröffentlichung: 21. November 2008 mit Liber          |
| 2011 | Sen o przyszłości | PL1 ×3Dreifachplatin · (44 Wo.)PL | Erstveröffentlichung: 10. Oktober 2011 Verkäufe: + 90.000  |
| 2013 | Komponując siebie | PL4 ×3Dreifachplatin · (74 Wo.)PL | Erstveröffentlichung: 11. Juni 2013 Verkäufe: + 90.000     |
| 2016 | Tamta dziewczyna  | PL3 ×2Doppelplatin · (34 Wo.)PL | Erstveröffentlichung: 25. November 2016 Verkäufe: + 60.000 |

### Singles
| Jahr | Titel Album                        | Höchstplatzierung, Gesamtwochen, AuszeichnungChartsChartplatzierungen (Jahr, Titel, Album, Platzierungen, Wochen, Auszeichnungen, Anmerkungen) | Anmerkungen                                                                       |
| Jahr | Titel Album                        | PL | Anmerkungen                                                                       |
| ---- | ---------------------------------- | --- | --------------------------------------------------------------------------------- |
| 2011 | Małe rzeczy Sen o przyszłości      | PL1 (13 Wo.)PL | Erstveröffentlichung: 17. Juni 2011                                               |
| 2011 | Sen o przyszłości                  | PL1 (11 Wo.)PL | Erstveröffentlichung: 30. September 2011                                          |
| 2012 | Karuzela Sen o przyszłości         | PL2 (9 Wo.)PL | Erstveröffentlichung: 3. Februar 2012                                             |
| 2013 | Flirt Komponując siebie            | PL3 (1 Wo.)PL | Erstveröffentlichung: 8. März 2013                                                |
| 2013 | Pożyczony Komponując siebie        | PL1 (13 Wo.)PL | Erstveröffentlichung: 5. Juni 2013                                                |
| 2013 | Księżniczka Komponując siebie      | PL1 (12 Wo.)PL | Erstveröffentlichung: 27. August 2013                                             |
| 2014 | Nowy ty, nowa ja Komponując siebie | PL7 (7 Wo.)PL | Erstveröffentlichung: 28. Februar 2014                                            |
| 2016 | Tamta dziewczyna                   | PL1 ×2Doppeldiamant · (58 Wo.)PL | Erstveröffentlichung: 20. Mai 2016 Verkäufe: + 200.000                            |
| 2016 | Bezdroża Tamta dziewczyna          | PL53 Diamant · (2 Wo.)PL | Erstveröffentlichung: 16. November 2016 Verkäufe: + 250.000; feat. Mateusz Ziółko |
| 2018 | Dobre myśli –                      | PL6 ×2Doppelplatin · (27 Wo.)PL | Erstveröffentlichung: 11. Mai 2018 Verkäufe: + 40.000; mit Liber                  |
| 2019 | Rakiety –                          | PL17 (10 Wo.)PL | Erstveröffentlichung: 9. August 2019                                              |
| 2021 | Prawda o nas –                     | PL10 Platin · (13 Wo.)PL | Erstveröffentlichung: 9. April 2021                                               |
| 2022 | Dżungla –                          | PL30 Gold · (12 Wo.)PL | Erstveröffentlichung: 25. Februar 2022                                            |
| 2022 | O nich, o Tobie –                  | PL3 a ×3Dreifachplatin · (13 Wo.)PL | Erstveröffentlichung: 13. September 2022                                          |
| 2024 | Motyle –                           | PL5 Diamant · (34 Wo.)PL | Erstveröffentlichung: 5. Januar 2024                                              |
| 2024 | Och i ach –                        | PL1 Diamant · (… Wo.)PL | Erstveröffentlichung: 17. Mai 2024                                                |
| 2024 | Połowa Mnie –                      | PL24 (3 Wo.)PL | Erstveröffentlichung: 20. August 2024 mit Smolasty                                |
| 2024 | Latawce –                          | PL59 (8 Wo.)PL | Erstveröffentlichung: 22. November 2024                                           |

Weitere Singles
- 2008: Nowe szanse (mit Liber)
- 2008: Co z nami będzie (mit Liber)
- 2009: Mijamy się (mit Liber)
- 2010: Muzyki moc (mit VIVA i Przyjaciele)
- 2010: Masz dar (mit Drużyną Szpiku)
- 2011: Kiedy tracisz przyjaciela (mit Jestem Przyjacielem – Artyści Dzieciom)
- 2015: Kiedy tylko spojrzę (feat. Sound’n’Grace, PL: ×2Doppelplatin )
- 2023: Bang bang (PL: Platin)

## Auszeichnungen
| Tabellarische Übersicht der Auszeichnungen und Nominierungen | Tabellarische Übersicht der Auszeichnungen und Nominierungen | Tabellarische Übersicht der Auszeichnungen und Nominierungen | Tabellarische Übersicht der Auszeichnungen und Nominierungen          | Tabellarische Übersicht der Auszeichnungen und Nominierungen |
| Jahr                                                         | Auszeichnung                                                 | Für                                                          | Kategorie                                                             | Resultat                                                     |
| ------------------------------------------------------------ | ------------------------------------------------------------ | ------------------------------------------------------------ | --------------------------------------------------------------------- | ------------------------------------------------------------ |
| 2009                                                         | Eska Music Awards                                            | Sylwia Grzeszczak                                            | Artystka roku (Künstler des Jahres)                                   | Gewonnen                                                     |
| 2009                                                         | Eska Music Awards                                            | Sylwia Grzeszczak                                            | Radiowy debiut roku (Radio-Debüt des Jahres)                          | Nominiert                                                    |
| 2009                                                         | Eska Music Awards                                            | Ona i On                                                     | Album roku (Album des Jahres)                                         | Gewonnen                                                     |
| 2009                                                         | Eska Music Awards                                            | Nowe szanse                                                  | Przebój roku (Hit des Jahres)                                         | Nominiert                                                    |
| 2009                                                         | Superjedynki                                                 | Co z nami będzie                                             | Przebój roku (Hit des Jahres)                                         | Nominiert                                                    |
| 2009                                                         | Superjedynki                                                 | Ona i On                                                     | Płyta roku (Album des Jahres)                                         | Nominiert                                                    |
| 2010                                                         | VIVA Comet 2010                                              | Sylwia Grzeszczak                                            | Debiut roku (Debüt des Jahres)                                        | Nominiert                                                    |
| 2010                                                         | VIVA Comet 2010                                              | Co z nami będzie                                             | Charts award (Charts-Award)                                           | Nominiert                                                    |
| 2011                                                         | VIVA Comet 2011                                              | Muzyki moc                                                   | Najlepsze na VIVA-TV.pl (Das Beste auf VIVA-TV.pl)                    | Gewonnen                                                     |
| 2011                                                         | Koncert Lata Zet i Dwójki                                    | Małe rzeczy                                                  | Najlepsza piosenka (Bestes Lied)                                      | Gewonnen                                                     |
| 2012                                                         | VIVA Comet 2012                                              | Sylwia Grzeszczak                                            | Artystka roku (Künstler des Jahres)                                   | Nominiert                                                    |
| 2012                                                         | VIVA Comet 2012                                              | Małe rzeczy                                                  | Przebój roku (Hit des Jahres)                                         | Gewonnen                                                     |
| 2012                                                         | VIVA Comet 2012                                              | Sen o przyszłości                                            | Płyta roku (Album des Jahres)                                         | Nominiert                                                    |
| 2012                                                         | VIVA Comet 2012                                              | Małe rzeczy                                                  | Dzwonek roku (Klingelton des Jahres)                                  | Nominiert                                                    |
| 2012                                                         | TOPtrendy 2012                                               | Sylwia Grzeszczak                                            | Najlepiej sprzedająca się płyta 2011 roku (Meistverkaufte Alben 2011) | 6. Platz                                                     |
| 2012                                                         | Eska Music Awards 2012                                       | Sylwia Grzeszczak                                            | Najlepsza Artystka (Beste Sängerin)                                   | Gewonnen                                                     |
| 2012                                                         | Eska Music Awards 2012                                       | Sen o przyszłości                                            | Najlepszy Album (Bestes Album)                                        | Gewonnen                                                     |
| 2012                                                         | Eska Music Awards 2012                                       | Małe rzeczy                                                  | Najlepszy Hit (Bester Hit)                                            | Nominiert                                                    |
| 2012                                                         | Eska Music Awards 2012                                       | Sen o przyszłości                                            | Najlepsze Video w Eska TV (Bestes Video auf Eska TV)                  | Gewonnen                                                     |